# Shooting Star (Band)
Shooting Star ist eine amerikanische Rockband aus Kansas City (Missouri), die Ende der 1970er Jahre gegründet wurde. Nachdem Shooting Star in der Gegend von Kansas City an Popularität gewonnen hatte, war es die erste amerikanische Gruppe, die bei Virgin Records unterschrieb. Sie nahmen ihr Debütalbum 1979 in England mit dem Produzenten Gus Dudgeon auf. Die Band erlangte landesweite Bekanntheit, als eine Reihe von Songs bei Album-oriented-Rock-Radiosendern in den USA ausgestrahlt wurden.

## Geschichte

### Anfänge
Shooting Star wurde in einem Vorort von Kansas City von den Kindheitsfreunden Ron Verlin und Van McLain (geboren als Van Allen McElvain am 3. Mai 1955 in Kansas City, Missouri; gestorben am 2. März 2018) gegründet. Sie gründeten mit ihren Brüdern Craig McLain und John Verlin eine Band und spielten Beatles-Platten in der Garage von Rons Großmutter. Zwei Jahre später zogen Van und Craig in verschiedene Schulbezirke und die Band trennte sich.
Auf der Shawnee Mission South High School trafen sich Van McLain und Ron Verlin wieder. Passend zum 50er-Jahre-Nostalgie-Trend von 1971 spielten sie klassische 1950er-Hits. Nachdem sie Sha Na Na im Film Woodstock gesehen hatten, fügten sie der Gruppe drei Tänzer hinzu und nannten die Band The Shooting Stars featuring The Galaxies, der Name ist angelehnt an Bill Haley & The Comets.

### London und New York City
1974 begann Van ernsthaft mit dem Songwriting. Die Band beschloss, keine Coversongs mehr zu spielen und stattdessen eigene Musik zu spielen. Später in diesem Jahr nahmen sie ein Demoband mit vier Liedern auf und planten eine Reise nach London, England, um ihre Lieder für einen Plattenvertrag einzukaufen. Sie verließen die Band am 6. Januar 1975 und nachdem sie ihre Musik drei Wochen lang bei verschiedenen Plattenfirmen vorgestellt hatten, wurde ihnen ein Plattenvertrag mit Arista Records angeboten.
Nach der Unterzeichnung erhielten die Shooting Stars die Möglichkeit, einen Vorzeigeauftritt im legendären Marquee Club in London zu spielen. Anschließend machte sich die Band auf den Weg zu den Morgan Studios, um ihre erste Single Take the Money & Run aufzunehmen. Kurz nach der Veröffentlichung dieser Platte veröffentlichte Steve Miller seinen Song Take the Money & Run, der ein großer Hit wurde. Arista Records entließ The Shooting Stars daraufhin aus ihrem Vertrag und sie kehrten nach Kansas City zurück.
1977 überredete Van seinen Musikerkollegen Gary West (geb. Gary Hodgden), sich ihnen als Sänger und Songwriting-Partner anzuschließen. Gary war zusammen mit seinem Bruder Ron West Mitglied der führenden Kansas-City-Rockband der 1960er Jahre, The Chesmann Square. Nachdem sich The Chesmann 1974 aufgelöst hatte, gründete Ron West die Band Missouri Band und Gary West zog mit Jim McAllister, dem Leadgitarristen der Chesmann, nach New York City. Dort gründeten sie die Gruppe The Beckies mit Songwriter Michael Brown, ehemals Mitglied der Gruppe The Left Banke, und dem ehemaligen Einwohner von Kansas, Scott Trusty. Die Beckies veröffentlichten ein Album auf Sire Records. Nach Garys Rückkehr nach Kansas City begannen er und Van ernsthaft mit dem Songwriting.
Später, im Jahr 1977, fügten sie Ron Verlin am Bass, Steve Thomas am Schlagzeug und Bill Guffey an den Keyboards für eine neue Besetzung von The Shooting Stars hinzu. Mit der Hinzufügung von Charles Waltz an Violine, Keyboards und Gesang Anfang 1978 wurde der Name zu Shooting Star verkürzt und sie begannen in Garys Garage Demos aufzunehmen und spielten gleichzeitig Auftritte im Mittleren Westen.
Nachdem sie genug Geld gespart und eine Pressemappe zusammengestellt hatten, versuchten sie, einen weiteren Plattenvertrag in New York City abzuschließen. Durch Kontakte, die Gary als Mitglied von The Beckies geknüpft hatte, buchte die Band einen Auftritt im Punkrock-Club CBGB. Der Vertreter einer New Yorker Managementfirma war an diesem Abend in der Menge und bot ihnen einen Vertrag an. Nachdem ein Managementvertrag abgeschlossen war, kehrten Shooting Star nach Kansas City zurück, um weiter an neuem Material zu schreiben.

### Virgin Records
Sechs Monate später arrangierte das Management der Band einen weiteren Showcase im New Yorker Club Tracks. Drei Plattenfirmen, Atlantic Records, Virgin Records und A&M Records, machten Angebote, die Band zu verpflichten. Virgin, damals ein kleines britisches Plattenlabel, hatte Erfolg. Das Label war auf der Suche nach einer Rockgruppe, die auf dem US-Markt Fuß fassen wollte, und Shooting Star wurde die erste amerikanische Band in ihrem Kader.
Im Mai 1979 kehrten Shooting Star nach London zurück, um ihr gleichnamiges Debütalbum mit dem Produzenten Gus Dudgeon und Elton John aufzunehmen. Das Album Shooting Star wurde im Januar 1980 veröffentlicht und die Band startete eine landesweite Tournee als Vorgruppe für Robin Trower und Triumph. Bei ihrem Debüt erlangte die Band mit den Songs You Got What I Need, Tonight, Bring It On und Last Chance Popularität. Wild In the Streets, eine B-Seiten-Veröffentlichung, war ein fester Bestandteil der Live-Show-Zugaben; Der Song wurde schließlich als Bonustrack auf CD veröffentlicht. You Got What I Need erreichte schließlich Platz 76 der Billboard Hot 100.
Das Debütalbum landete auf Platz 147 der Billboard Top 200 und Van McLain erklärte seine Version, warum: „Wir hatten mit Last Chance den meistgespielten AOR-Song des Landes und unsere Plattenfirma Virgin hatte ihn bekommen. Sie gerieten in einen Streit mit Atlantic Records, deren Vertriebspartner. Es endete damit, dass wir unser Album sechs Monate lang nicht in den Läden bekommen konnten. Wir hätten eine Menge Alben verkaufen sollen, wenn wir einen so beliebten Song auf dem Markt gehabt hätten Radio, aber als die Leute in die Läden gingen, konnten sie das Album nicht kaufen, weil es nicht in den Läden war.“
Mit dem Erfolg im Radio und dem Wechsel von Virgin zu Epic Records für den Vertrieb kehrten Shooting Star 1981 ins Studio zurück, um Hang On For Your Life (Juli 1981) mit dem Produzenten Dennis aufzunehmen McKay. Das Album sorgte mit den Songs Flesh and Blood, Breakout und dem Titeltrack für FM-Airplay. Hollywood wurde als Single veröffentlicht und kletterte auf Platz 70 der Billboard Hot 100. Zur Unterstützung des Albums tourte die Band mit ZZ Top, Cheap Trick, Todd Rundgren, Jefferson Starship und Journey. Sie traten in den Radiosendungen Rock Line, King Biscuit Flower Hour (KBFH), The Source und Westwood One auf.
Keyboarder Bill Guffey verließ die Gruppe nach der Aufnahme von Hang On for Your Life.
1982 begannen Shooting Star mit der Aufnahme ihres dritten Albums III Wishes (Juli 1982) im legendären Studio Caribou Ranch in der Nähe von Boulder (Colorado). An der Spitze stand Journey-Produzent Kevin Elson. Ohne eine Pause einzulegen, kehrten sie mit Künstlern wie REO Speedwagon, John Mellencamp, Jefferson Starship, Kansas und anderen auf Tour zurück.
1983 kam es zu ihrer weiteren Zusammenarbeit mit Kevin Elson an ihrem vierten Album, Burning (Juni 1983). Auf dieser Platte entstanden die Songs Straight Ahead, Winner und Train Rolls On.
1984 erlebte die Band den Abgang des Bassisten Ron Verlin, der von der Musikindustrie desillusioniert war. Der Bassist Norm Dahlor wurde angeworben, um Ron zu ersetzen.
Im selben Jahr wurde die Band gebeten, zwei Songs für den Filmsoundtrack Up the Creek aufzunehmen. Die Lieder waren Get Ready Boy und Take It.
Virgin Records nahm dann Geffen Records als Vertriebspartner auf und die Gruppe begann mit der Aufnahme ihres fünften Albums, Silent Scream, mit dem Produzenten Ron Nevison. Es erschien im April 1985 und brachte den Radiohit Summer Sun hervor. Das begleitende Musikvideo der Band war auf MTV und anderen Videokanälen beliebt. Van, Norm und Steve waren auch die Begleitband auf der Single Great Expectations von Ian Hunter. Anschließend tourte die Band mit Heart, Bryan Adams und ZZ Top.

### Getrennte Wege
1986, nach fast einem Jahrzehnt Tournee und fünf Alben, beschlossen Shooting Star, eine Pause einzulegen. Eine Abschiedsshow fand am 27. Dezember 1986 in der Memorial Hall in Kansas City, Kansas statt und nach einigen weiteren Konzerten trennten sich Shooting Star im späten Frühjahr 1987.
Gary West begann mit Van McLains Hilfe mit der Arbeit an Demos, die eher in die Richtung Pop/Rhythm’n’Blues gingen. CBS Records nahm West unter Vertrag, verlor dann aber das Interesse. Gitarrist McLain erklärte 2013 in einem Interview mit dem Goldmine Magazine, warum sich die Gruppe auflöste:

“We signed with Geffen and we put out ‘Silent Scream’. Geffen got into a fight with all the radio promo guys, and they fired them the week our album came out. We had 200 ads on radio, out of 300 reporting stations the first week. ‘Summer Sun’ was being added everywhere, and it looked like the album would be a smash. After the fight with the promo guys, it dropped to 40 stations. What do you do? We really worked hard on that record, and it was the one. It just crushed Gary when it all fell apart over something that ridiculous; it literally drove him out of the music business. You put your heart and soul into this stuff, and you expect these business guys to come through for you. We got hosed four or five times.”

„Wir haben bei Geffen unterschrieben und Silent Scream herausgebracht. Geffen geriet in Streit mit allen Radio-Promo-Leuten, und sie haben sie in derselben Woche gefeuert, in der unser Album herauskam. Wir hatten in der ersten Woche 200 Anzeigen im Radio von 300 berichtenden Sendern. Summer Sun wurde überall hinzugefügt und es sah so aus, als würde das Album ein Knaller werden. Nach dem Streit mit den Promo-Leuten sank die Zahl auf 40 Stationen. Was machst du? Wir haben wirklich hart an dieser Platte gearbeitet, und es war richtig. Es hat Gary einfach umgehauen, als wegen etwas so Lächerlichem alles zusammenbrach; es hat ihn buchstäblich aus dem Musikgeschäft vertrieben. Du steckst dein ganzes Herz und deine Seele in diese Sache und erwartest, dass diese Geschäftsleute für dich da sind. Wir wurden vier oder fünf Mal verarscht.“

In den nächsten Jahren waren Fans auf der ganzen Welt frustriert darüber, dass alle Platten von Shooting Star vergriffen waren, während die Band weiterhin im Radio ausgestrahlt wurde. Dass Gary von CBS fallen gelassen wurde, entmutigte ihn noch mehr und er verließ das Musikgeschäft.
Im Juli 1989 erwarb V&R Records, das eigene Label der Band, die Rechte zur Veröffentlichung von The Best of Shooting Star. Diese Veröffentlichung war das erste Mal, dass eine Aufnahme von Shooting Star auf CD erschien und enthielt zwei bisher unveröffentlichte Songs, Christmas Together, eine Single aus dem Jahr 1985, die im Radio von Kansas City gespielt wurde, und Touch Me Tonight, einen neuen Song von Van, die ihren Höhepunkt auf Platz 67 der Billboard Hot 100 erreichte. Enigma Records, ein Heavy-Metal-Label, das begann, mehr Mainstream-Künstler zu gewinnen, kaufte die Rechte an dem Album und benannte es in Touch Me Tonight – The Best Of Shooting Star um. In der Billboard-Ausgabe vom 4. November 1989 war das Album das erste Album, das die Pop-Alben-Charts dieses Magazins erreichte, ohne als Schallplatte erhältlich zu sein.
Die Band veröffentlichte auch die ersten beiden Alben auf einer CD mit dem Titel Shooting Star/Hang on for Your Life; es wurden zwei Songs aus den Alben weggelassen (Stranger und Sweet Elatia). Diese CD wurde bis zur Veröffentlichung des gesamten Katalogs der Band auf CD zu einem Sammlerstück.

### 1990er Jahre
Aufgrund des Erfolgs von The Best Of und dem Wunsch der Fans nach neuem Material wurde Shooting Star ein neuer Plattenvertrag mit Enigma Records angeboten. Zur Gruppe zurückkehrten die ursprünglichen Mitglieder Ron Verlin, Van McLain und Steve Thomas. Die anderen Mitglieder waren Dennis Laffoon am Keyboard und Sänger Keith Mitchell. Charles Waltz sollte ursprünglich wieder beitreten, war aber nach Kalifornien gezogen und war mit einer anderen Band, Toledo Waltz, beschäftigt, während Gary West das Musikgeschäft vollständig verlassen hatte. Thomas spielte Schlagzeug bei „Touch Me Tonight“, verließ die Band jedoch kurz darauf, da er sich in dieser Zeit nicht ganz der Musik widmen konnte. Anschließend wurde er durch Rod Lincoln ersetzt. In Los Angeles drehte die Band ein Video zu „Touch Me Tonight“. Es wurde ausführlich auf MTV ausgestrahlt, schaffte es in die Wunschcharts und stieg auf Platz 67 der Billboard Hot 100. Dies war die Single mit den höchsten Charts in der Karriere der Band. Das Lied erschien auch im Dolph-Lundgren-Film  Dark Angel.
Im Februar 1991 veröffentlichte die Band ihr sechstes Album, It’s Not Over. Während der Aufnahme dieses Projekts ging Enigma Records bankrott und die Gruppe beschloss, es alleine fertigzustellen. Das auf ihrem eigenen V&R-Label veröffentlichte Album erhielt in ganz Europa Kritikerlob und trug dazu bei, das Shooting-Star-Publikum zu erweitern. Nach der Veröffentlichung des Albums wurde Ron Verlin am Bass durch Eric Johnson (nicht der berühmte Gitarrist) ersetzt und die Band tourte mit Bad English, Bryan Adams und 38 Special. Nachdem etwa 10.000 Exemplare von It’s Not Over verkauft worden waren, wurde die Gruppe von JRS Records (dessen Muttergesellschaft SCS Music war) kontaktiert, das sich bereit erklärte, den landesweiten Vertrieb des Albums zu übernehmen. Doch die Gruppe wurde mit JRS unzufrieden und behauptete, sie hätten sehr wenig getan, um das Album zu promoten, und reichte am 14. Oktober 1992 beim Bezirksgericht Johnson County, Kansas Klage gegen sie ein.
Enttäuscht über den Zusammenbruch von Enigma, das JRS-Fiasko und den allgemeinen Rückgang der Popularität klassischer Rockmusik ging die Band 1993 in den Halbruhestand, tauchte aber jedes Jahr wieder auf, um gelegentlich Konzerte mit Verlin wieder am Bass zu geben.
1997 wurde die Geige wieder Teil ihres Sounds, als der Geiger Terry Brock hinzukam (nicht derselbe Typ, der als Backgroundsänger bei Kansas auf deren Drastic Measures-Tour auftrat).
Im Jahr 1998, nachdem Van sich vom Kampf gegen Speiseröhrenkrebs erholt hatte, wurde er gebeten, bei einem Krebs-Benefizkonzert in Chicago aufzutreten. Auf der Bühne waren Mitglieder von Night Ranger, Cheap Trick, Survivor und 38 Special. Van erhielt von den Fans und seinen Freunden auf der Bühne eine herzliche Reaktion, die sein Interesse am Spielen neu entfachte.
Im Sommer 1999, während eines Urlaubs in Nashville, Tennessee, traf Van wieder mit dem Produzenten/Ingenieur Kevin Beamish zusammen. Kevin und Van hatten sich 20 Jahre zuvor kennengelernt, als Shooting Star ihr erstes Album aufnahmen. Zu dieser Zeit war Kevin ein junger Ingenieur für Gus Dudgeon. Aus diesem zufälligen Treffen erwuchsen die Pläne, das siebte Album von Shooting Star, Leap of Faith aufzunehmen und zu veröffentlichen (Juli 2000). Die Aufnahme fand von Dezember 1999 bis Februar 2000 in den Sound Stage Studios in Nashville, Tennessee statt.

### 2000er Jahre
Shooting Star feierte im Jahr 2000 sein 20-jähriges Bestehen als Plattenkünstler mit der Veröffentlichung von Leap of Faith und einer Herbsttournee. Shane Michaels trat im Mai 2000 als neuer Geiger der Band bei und ersetzte Christian Howes (1999–2000), der Terry Brock ersetzt hatte. Der ursprüngliche Schlagzeuger Steve Thomas kehrte Ende 2003 zurück und Sänger Keith Mitchell verließ die Band im Sommer 2005, nachdem er über Stimmprobleme berichtet hatte.
Im Juli 2006 veröffentlichte die Gruppe das Album Circles mit Kevin Chalfant (Ex-Mitglied von 707 und The Storm) übernahm den Leadgesang, aber da Chalfant nicht in der Lage war, auf Tournee zu gehen, wurde er 2007 durch Ronnie Platt ersetzt.
Der ursprüngliche Keyboarder Bill Guffey (geb. William Guffey III am 28. Juli 1952) starb am 12. April 2007 im Alter von 54 Jahren.
Der Geiger Shane Michaels verließ die Band im Juni 2008, um sich auf ein anderes Projekt, Flannigans Right Hook, zu konzentrieren, und wurde durch Janet Jameson ersetzt. Bassist Ron Verlin, der die Gruppe bereits zweimal verlassen hatte (1984 und 1991) und sich seit seiner Rückkehr im Jahr 1994 vorübergehend beurlaubt hatte, verließ die Gruppe 2009 endgültig; seitdem besetzt Laffoon die Position des Bassisten.
Shooting Star wurde am 7. März 2009 in die Kansas Music Hall of Fame aufgenommen. Die Band trat in der Liberty Hall in Lawrence (Kansas) mit der Besetzung McLain, Thomas, Lafoon, Platt, Jameson und als Special Guest Ron Verlin auf Bass und für zwei Songs Originalsänger Gary West. Andere ehemalige Mitglieder waren an diesem Abend anwesend, traten aber nicht auf.
Ronnie Platt verließ die Band 2011, um mit der Chicagoer Band ARRA zusammenzuarbeiten. Sein letzter Auftritt mit Shooting Star fand im September 2010 statt, was zu einem Zeitraum zwischen 2011 und 2012 führte, in dem Van McLain zum ersten und einzigen Mal in der Bandgeschichte der einzige Leadsänger der Band war Jameson (mit gelegentlicher Hilfe der Geigerin der Band, Janet).
McLain verbrachte den ersten Teil des Jahres 2012 damit, sich auf ein Soloprojekt zu konzentrieren, das von Alligator Records veröffentlicht werden sollte, bevor er in der zweiten Hälfte des Jahres 2012 zu Shooting Star zurückkehrte (dieses Album, New Blue, wurde schließlich im Jahr 2022, vier Jahre später, offiziell veröffentlicht nach Vans Tod). Keith Mitchell kehrte 2012 als Leadsänger zurück, verließ die Band jedoch 2013 aufgrund gesundheitlicher Probleme wieder. Zu diesem Zeitpunkt verließ auch Janet Jameson die Band. Der aus Topeka (Kansas) stammende Todd Pettygrove von der Band Vandelyn Kross kam dann im Juni 2013 als neuer Leadsänger hinzu und gab im darauffolgenden Monat sein Live-Debüt mit der Gruppe beim Moondance Jam in Walker (Minnesota).
Shooting Star kehrten im Oktober 2013 nach Großbritannien zurück, um „Firefest“ zu spielen, das Melodic-Rock-Festival, das jedes Jahr im Nottingham Rock City stattfindet.
Im Juli 2014 wurde der frühere Shooting-Star-Sänger Ronnie Platt der neue Frontmann von Kansas, als Ersatz für deren scheidenden Leadsänger Steve Walsh.

### 2010er Jahre
Zum 35. Jahrestag ihres ersten Albums veröffentlichten Shooting Star im Juli 2015 das neue Album Into the Night, das zunächst als kostenloser Download auf der Website der Band verfügbar war.
Während dieser Zeit waren Van McLain, Dennis Laffoon und Steve Thomas zusätzlich zu ihren Aufgaben als Shooting Star auch als Trio – The Star Blues Band – in der Gegend von Overland Park, Kansas, aufgetreten.
Im September 2015 bekam McLain „grippeähnliche“ Symptome, die immer schlimmer wurden. Nachdem er eine undeutliche Sprache hatte, wurde er in die Notaufnahme gebracht, wo er schwere Symptome einer Enzephalitis zeigte. Bei ihm wurde West-Nil-Fieber diagnostiziert (erst der zweite bestätigte Fall von West-Nil-Fieber in Kansas im Jahr 2015). Nach mehrwöchiger Behandlung der Infektion begann Van, das anfängliche Virusstadium zu überwinden, aber das Virus hatte ihn so geschwächt, dass er über acht Monate lang im Krankenhaus lag und mit verschiedenen Atemwegs- und Lungenproblemen zu kämpfen hatte.
Am 24. September 2017 fand in Kansas City ein Sonderkonzert des Shooting Star Relief Fund statt, um McLain bei seiner weiteren Genesung vom West-Nil-Fieber zu unterstützen. An dem Konzert nahmen Mitglieder der KC-Musikszene teil, darunter The Elders, 2nd House, Mitglieder von The Rainmakers und ein „Shooting Star Past & Present“-Auftritt: Steve Thomas, Dennis Laffoon und Todd Pettygrove traten mit den Gästen Gary West, Ron Verlin, Norm Dahlor, Janet Jameson und Pettygroves ehemaligem Bandkollegen Chet Galloway, handverlesen und stellvertretend für Van, an der Gitarre auf.
Shooting Star war seit Beginn von McLains Krankheit im Jahr 2015 inaktiv geblieben. McLain starb am 2. März 2018 im Alter von 62 Jahren an den Folgen seiner West-Nil-Virus-Infektion.
Shooting Star kündigten Ende 2018 an, dass sie am 19. Januar 2019 in Kansas City ein Konzert mit einer überarbeiteten Besetzung geben würden, darunter die ehemalige Geigerin Janet Jameson und der neue Gitarrist/Sänger Chet Galloway. Laut der offiziellen Website der Band unterstützte McLains Familie eine Reformierung und Fortsetzung von Shooting Star voll und ganz und die aktuelle Besetzung plante die Ankündigung weiterer Shows.

## Diskografie

### Studioalben
| Jahr | Titel Label Katalognr.                                                                                             | Höchstplatzierung, Gesamtwochen, AuszeichnungChartsChartplatzierungen (Jahr, Titel, Label Katalognr., Platzierungen, Wochen, Auszeichnungen, Anmerkungen, Titelliste) | Anmerkungen | Titelliste |
| Jahr | Titel Label Katalognr.                                                                                             | US | Anmerkungen | Titelliste |
| ---- | --- | --- | --- | --- |
| 1980 | Shooting Star a • 1980 Virgin • 1982 Virgin/Epic • 1999 V&R Records 1024-2 • 2007/2009 Renaissance Records RMED331 | US147 (14 Wo.)US | 1982 wurde das Album remastered und auf Virgin/Epic nach der Veröffentlichung ihrer zweiten LP „Hang On for Your Life“ und der anschließenden Tournee neu aufgelegt.                                                                                            | Titelliste 1. You Got What I Need 3:45 2. Don’t Stop Now 4:36 3. Higher 4:15 4. Just Friends 3:58 5. Bring It On 4:45 6. Tonight 4:38 7. Rainfall 2:49 8. Midnight Man 3:35 9. Stranger 4:47 10. Last Chance 6:51                                                                                    |
| 1981 | Hang On for Your Life a • US: Virgin NFE37407                                                                      | US92 (30 Wo.)US | Das Album wurde in Randy Bachmans Legend Studios aufgenommen. Bill Guffey gilt als Keyboarder der Band, ist aber nicht auf dem Bandfoto auf der Innenhülle zu sehen. Das Motorrad-/Schlafzimmer-Cover ist ein Foto des amerikanischen Fotografen Duane Michals. | Titelliste 1. Flesh And Blood 5:48 2. Hang On For Your Life 3:22 3. Are You On My Side 3:15 4. Teaser 3:15 5. Hollywood 4:10 6. Breakout 3:39 7. You’re So Good 3:48 8. She’s Got Money 3:35 9. You’ve Got Love 4:53 10. Sweet Elatia 4:16                                                           |
| 1982 | III Wishes a • EU: Virgin – 204 946                                                                                | US82 (9 Wo.)US | Auf der Rückseite des covers steht „ILL WISHES“ statt „III WISHES“. | Titelliste 1. Are You Ready 3:14 2. Standing In The Light 4:06 3. Heartache 3:53 4. Where You Gonna Run 3:54 5. Do You Feel Alright 3:48 6. Turn It On 2:59 7. Weary Eyes 4:14 8. Couldn’t Get Enough 4:13 9. Let It Out 3:21 10. Whole World’s Watching 4:04                                        |
| 1983 | Burning a • DE: Virgin – 205 659                                                                                   | US162 (6 Wo.)US | | Titelliste 1. Preview (Instrumental) 1:30 2. Straight Ahead 3:17 3. Taken Enough 3:33 4. Go For It 3:30 5. Burning 6:46 6. Winner 3:28 7. Reach Out I’ll Be There 3:49 8. Train Rolls On 3:57 9. Dreams 4:08 10. Reckless 4:18 11. Theme 1:19                                                        |
| 1985 | Silent Scream a • Virgin – 207 258-620                                                                             | US—US | | Titelliste 1. Summer Sun 3:39 2. Somewhere In Your Heart 4:28 3. Heat Of The Night 4:14 4. When You’re Young (Remix – Greg Ladanyi) 3:39 5. In Her Eyes 3:27 6. I’m Getting Out 3:24 7. Don’t Walk Away 3:52 8. Time 3:26 9. Little By Little 4:25 10. Don’t Stop Me Now 3:37                        |
| 1991 | It’s Not Over a • V&R Records – VR-0777-2                                                                          | US—US | | Titelliste 1. It’s Not Over 2. Believe In Me 3. We Can’t Wait Forever 4. Rebel With A Cause 5. Dancing On The Edge 6. It You’ve Got Love 7. Blame It On The Night 8. Get Excited 9. Cold Blooded 10. Compassion                                                                                      |
| 2000 | Leap of Faith a • US: Cowtown Records (2) – CTR-1024                                                               | US—US | | Titelliste 1. Lets Roll 2. I Need Your Touch 3. If You Want It 4. Leap Of Faith 5. Face To Face 6. Promises 7. Don’t Walk Away 8. Love Is A Shield 9. Hungry Eyes 10. Find A Way 11. Call It Love 12. She Drives Me Crazy 13. Higher Power 14. I Just Wanna Rock                                     |
| 2006 | Circles a • IT: Frontiers Records – FR CD 291                                                                      | US—US | | Titelliste 1. Runaway 4:59 2. Without Love (Backing Vocals – Baby Lee) 4:42 3. Trouble In Paradise 4:23 4. George’s Song 5:05 5. Borrowed Time 4:40 6. Everybody’s Crazy 4:54 7. Temptation (Backing Vocals – Alex McLain) 5:45 8. I’m A Survivor 5:39 9. We’re Not Alone 6:04 10. What Love Is 5:49 |
| 2015 | Into the Night a • Not On Label (Shooting Star Self-Released)                                                      | US—US | 2015 vorübergehend auch als kostenloser Download angeboten melodicrock.com. Alle Songs geschrieben von Van McLain | Titelliste 1. Don’t Waste My Time 2. Hole In My Heart 3. Let Me Know 4. This Is Our Town 5. Eye Of The Needle (Written-By – Dennis Laffoon, Van McLain) 6. Time Never Surrenders 7. Never Giving Up On Your Love 8. Bring Down The House 9. She Gives Me Chills 10. Into The Night                   |

### Live-Alben
| Jahr | Titel              | Anmerkungen |
| ---- | ------------------ | ----------- |
| 1996 | Shooting Star Live | -           |

### Kompilationsalben
| Jahr | Titel                                        | Anmerkungen                                                                   |
| ---- | -------------------------------------------- | ----------------------------------------------------------------------------- |
| 1989 | Touch Me Tonight – The Best of Shooting Star | -                                                                             |
| 1991 | Shooting Star / Hang On for Your Life        | Kompilation der ersten zwei Alben; die Songs Stranger and Sweet Elatia fehlen |
| 2001 | Best of...V2                                 | Cowtown Records; enthält Live-Aufnahmen                                       |
| 2007 | Anthology                                    | Renaissance Records                                                           |
| 2020 | Anthology 40 Years (Singles)                 | Limited Edition Vinyl-Only Release                                            |

### Singles
| Jahr | Titel Album                                                   | Höchstplatzierung, Gesamtwochen, AuszeichnungChartsChartplatzierungen (Jahr, Titel, Album, Platzierungen, Wochen, Auszeichnungen, Anmerkungen) | Anmerkungen                                      |
| Jahr | Titel Album                                                   | US | Anmerkungen                                      |
| ---- | ------------------------------------------------------------- | --- | ------------------------------------------------ |
| 1979 | You’ve Got What I Need Shooting Star                          | US76 (… Wo.)US |                                                  |
| 1980 | Wild In The Streets Non-Album Single (UK-only release)        | US—US |                                                  |
| 1981 | Hollywood Hang On For Your Life                               | US70 (… Wo.)US |                                                  |
| 1981 | Flesh And Blood Hear My Words                                 | US—US |                                                  |
| 1982 | Hang On For Your Life                                         | US—US | Platz 52 in Mainstream Rock Airplay              |
| 1982 | Where You Gonna Run III Wishes                                | US—US |                                                  |
| 1982 | Do You Feel Alright III Wishes                                | — | Platz 37 im Billboard magazin: Mainstream Rock b |
| 1983 | Reach Out, I’ll Be There Burning                              | US—US |                                                  |
| 1983 | Straight Ahead Burning                                        | US—US | Platz 25 im Billboard magazin: Mainstream Rock b |
| 1983 | Train Rolls On Burning                                        | — |                                                  |
| 1985 | Summer Sun Silent Scream                                      | US—US |                                                  |
| 1985 | Heat Of The Night Silent Scream                               | US—US |                                                  |
| 1985 | Touch Me Tonight Touch Me Tonight – The Best of Shooting Star | US67 (… Wo.)US |                                                  |

| Jahr | Titel                    | Peak positions | Peak positions | Album                                        |
| Jahr | Titel                    | Hot 100        | US Rock        | Album                                        |
| ---- | ------------------------ | -------------- | -------------- | -------------------------------------------- |
| 1979 | You’ve Got What I Need   | 76             | -              | Shooting Star                                |
| 1980 | Wild In The Streets      | -              | -              | Non-Album Single UK-only release             |
| 1981 | Hollywood                | 70             | -              | Hang On For Your Life                        |
| 1981 | Flesh And Blood          | -              | -              | Hang On For Your Life                        |
| 1982 | Hang On For Your Life    | -              | 52             | Hang On For Your Life                        |
| 1982 | Where You Gonna Run      | -              | -              | III Wishes                                   |
| 1982 | Do You Feel Alright      | -              | 37             | III Wishes                                   |
| 1983 | Reach Out, I’ll Be There | -              | -              | Burning                                      |
| 1983 | Straight Ahead           | -              | 25             | Burning                                      |
| 1983 | Train Rolls On           | -              |                | Burning                                      |
| 1985 | Summer Sun               | -              | -              | Silent Scream                                |
| 1985 | Heat Of The Night        | -              | -              | Silent Scream                                |
| 1989 | Touch Me Tonight         | 67             | -              | Touch Me Tonight – The Best of Shooting Star |

Promo-Singles
| Jahr | Titel              | Album            |
| ---- | ------------------ | ---------------- |
| 1979 | Bring It On        | Shooting Star    |
| 1982 | Heartache          | III Wishes       |
| 1982 | Weary Eyes         | III Wishes       |
| 1989 | Christmas Together | Touch Me Tonight |
| 1989 | Hollywood          | Touch Me Tonight |
| 1991 | Believe In Me      | It’s Not Over    |